# وارا، سوئد
وارا، سوئد (به سوئدی: Vara, Sweden) یک سکونتگاه مسکونی در سوئد است که در وارا مونیکیپلیتی واقع شده‌است.

## خصوصیات
وارا ۳٫۰۳ کیلومترمربع مساحت و ۳٬۸۸۹ نفر جمعیت دارد.